# Порусја
Порусја (рус. Порусья) река је на северозападу европског дела Руске Федерације. Протиче преко територија Подоршког и Староруског рејона Новгородске области. Десна је притока реке Полист, те део басена реке Неве и Балтичког мора.
Укупна дужина водотока је 142 km, док је површина сливног подручја око 1.030 km². Најважнија притока је река Љутаја (дужине око 40 km).
Извориште реке Порусје налази се у мочварном подручју на крајњем југозападу Подоршког рејона, на подручју Рдејских мочвара унутар граница Рдејског резервата природе. Како о горњем делу тока протиче кроз бројне тресаве карактерише је браонкаста боја воде. По изласку из мочварног подручја ширина реке расте до 15 метара, корито је и даље препуно меандара, а обале су обрасле шумама. Тече у смеру североистока, готово паралелно са токовима Ловата и Полиста.
У доњем делу тока њен ток се смирује, а корито шири до око 20 метара. Део реке дужине око 1 километар узводно од ушћа назива се још и Переритица (рус. Перерытица). Улива се у Полист на подручју града Стараја Руса, на око 20 km узводно од ушћа те реке у Ловат.